# Cleora ferrata
Cleora ferrata är en fjärilsart som beskrevs av Fletcher 1953. Cleora ferrata ingår i släktet Cleora och familjen mätare. Inga underarter finns listade i Catalogue of Life.